# Gonomyia (Leiponeura) piscator
Gonomyia (Leiponeura) piscator is een tweevleugelige uit de familie steltmuggen (Limoniidae). De soort komt voor in het Australaziatisch gebied.